# 亞眠戰役 (1870年)
亞眠戰役（或稱維萊布勒托訥戰役）發生於1870年11月27日，是普法戰爭中的一場戰役，最終普魯士獲勝。
法赫將軍率領法軍在法國境內的亞眠與埃德溫·馮·曼陀菲爾男爵領軍的普軍交戰。在梅斯投降後，法軍被迫從亞眠撤離。法軍有1,383人傷亡，同時另有1,000人失蹤，而德軍則死亡了1,216名士兵與76名軍官和大量傷員。